# (23245) Fujimura
Pour les articles homonymes, voir Fujimura.
(23245) Fujimura est un astéroïde de la ceinture principale.

## Description
(23245) Fujimura est un astéroïde de la ceinture principale. Il fut découvert le 25 novembre 2000 à la station Anderson Mesa par le programme LONEOS. Il présente une orbite caractérisée par un demi-grand axe de 2,30 UA, une excentricité de 0,15 et une inclinaison de 1,6° par rapport à l'écliptique.

## Compléments